# Biodiesel
Biodiesel refererer til planteolie- eller dyrefedt baseret dieselbrændstof, der består af lange alkyl (methyl, ethyl eller propyl) estre. Det fremstilles typisk ved en reaktion mellem lipider (planteolie eller dyrefedt) med en alkohol under tilstedeværelse af en katalysator, hvorved der dannes fedtsyre methyl ester.
Biodiesel kan benyttes alene, eller i alle blandingsforhold med fossil diesel.

## 1. generations biodiesel
1. generations biodiesel bliver fremstillet af olie der kommer fra planter, som er dyrket udelukkende for at fremstille olie til brændstof. I Europa er det især egendyrket raps og importeret palmeolie og soja i henhold til lovkrav, hvoraf miljøpåvirkningen kan være kontroversiel.

## 2. generations biodiesel
2. generations biodiesel bliver produceret ud fra affaldsfedtstoffer som f.eks. brugt fritureolie og fedt fra slagterier.

## 3. generations biodiesel
3. generations biodiesel bliver produceret ud fra mikroalger.